# 伊宁事变
伊宁事变，也称伊宁叛乱，是由蘇聯趁中華民國進行抗日戰爭之機，於1944年11月7日在新疆省北部的伊犁、塔城、阿山三个地区策劃的分離主義叛亂，中共和蘇聯稱之為“三区革命”的开始。此為中華民國時代最主要的新疆民族衝突。事变后蘇聯扶植的東突厥斯坦共和國政權在其控制區内屠殺漢族。迫於國際社會的壓力，蘇聯與中華民國政府達成協議，組建新疆聯合政府。
1949年三區當局通電效忠中國共產黨，新疆省政府亦向中共投降。

## 背景
1933年盛世才掌握新疆省大權之後，為了依靠蘇聯穩固統治，長期實行親蘇親共政策，惟雙方彼此互不信任。
1942年，盛世才轉而向中華民國國民政府輸誠，反蘇反共，逮捕蘇聯人員及中國共產黨黨員。蘇聯積極扶植反盛世才的各方武裝及政治組織。
1943年至1944年間，以蘇聯駐伊寧領事館領事達巴申、副領事波列索夫為中心，策動伊犁各族各界人士建立了各種秘密組織，在左翼知識分子和青年學生中發展了阿不都克裏木·阿巴索夫（維吾爾族人）等人。阿巴索夫及同伴們聯合了有很大社會影響的大阿訇艾力汗·吐烈（蘇聯烏茲別克人），成立了一個由12人領導的解放組織。艾力汗·吐烈是一個支持泛伊斯蘭主義的伊斯蘭教上層人士。因受伊寧警署監視，阿巴索夫的革命活動遭威脅，被迫避居中蘇邊境，在當地聯絡各族青年成立遊擊隊。
1943年，達列力汗·蘇古爾巴也夫（哈薩克族人）在蘇聯派出的以波波夫少將為首的12人顧問團陪同下，從蘇聯回到新疆阿山青河縣布爾根河流域，加入了烏斯滿·巴圖爾（哈薩克族人）領導的遊擊武裝。達列力汗和烏斯滿的合作，使阿山形成哈薩克族克烈部落的大聯合，一致對抗新疆省軍和國軍。
1944年9月，盛世才因試圖再度投靠蘇聯斯大林而被國民政府調離新疆。他的調離使新疆暫時出現權力真空，新疆北部爆發了多起事變。

## 伊寧事變所建立的反政府組織

### 蘇聯境內
1944年5月，由曼蘇爾·羅茲也夫（蘇聯人，Mansur Roziyow，曾在盛世才主政時期以蘇聯顧問之名擔任新疆省維吾爾文化促進會會長，卻向新疆少數民族革命領袖傳授「民族革命理論」而遭逮捕）、哈斯馬洪·司馬義諾夫所建立「伊米爾指揮部」下轄：「為解放而戰組織（1944年7月由阿比爾米提·哈吉約夫成立）」。1945年7月底，蘇聯人列斯肯率領民族軍第三騎兵團攻下新疆塔城縣城，曼蘇爾·羅茲也夫、哈斯馬洪·司馬義諾夫成為塔城區第一、二副專員。

### 中國新疆境內
1937年5月，中國工农紅軍約400人在盛世才的允許下進入烏魯木齊，開啟了中共在新疆革命運動的序曲。為了抵禦英國和日本的勢力向新疆滲透，蘇聯政府與盛世才商定，在新疆建立一個專門偵察境外敵情的機構，新疆邊防督辦公署邊務處開始組建，即為“先鋒社”。1939年，中共选派数十人到苏联学习情报工作，学习结束后刘庆南、杨文先、王振坤、杨天云、张明敬和谭政文等人又被共产国际先后派到新疆边务处工作，受苏联顾问领导，从事对美英的情报工作。1943年1月，國民政府中央勢力介入新疆，導致大量中共所謂「愛國進步人士」（國府稱疆獨反政府勢力）遭逮捕入獄（毛澤民、陳潭秋）。
1930年代由蘇聯所建立的「新疆省政府政治監察總管理局」由中國共產國際人員張義吾、王立祥，蘇聯顧問包國定領導的諜報組織，是仿照蘇聯國家保安部建制。
1943年12月，蘇聯開始協助烏斯滿·巴圖爾組織反盛反中國的「阿勒泰哈薩克復興委員會」（青河縣布爾津河上游）以期望建立「新回教國」。1944年初攻佔可可托海縣、青河縣、布魯爾托海縣，6月聯合達列力汗·蘇古爾巴也夫反中國武裝力量，7月再聯合維吾爾族反政府吉乃木游擊隊，10月成立阿山民族革命臨時政府（1945年併入東突厥斯坦共和國）
1944年11月下旬，蘇聯在新疆伊寧成立「一號房子」（蘇聯紅軍弗拉基米爾.柯茲洛夫領導）、「二號房子」（KGB弗拉基米爾.斯特潘諾維奇領導），另在阿拉木圖派遣貝利亞為蘇聯軍對中國新疆的督戰。

## 名稱
中華民國對於1944年11月事件一開始稱為「伊犁匪亂」，之後史料才以「伊寧事變」稱呼，並稱「東突厥斯坦共和國」為「傀儡組織」。新疆暴亂的革命者（如阿合買提江·哈斯木、伊斯哈克拜克·木農阿吉）自稱「東突厥斯坦共和國政府」、「民族軍」或「11月革命」。中共在1950年以前稱新疆暴動者為「伊犁當局」、「伊塔阿三區」，扎巴依喀勒山空難後改稱為「中國新民主主義革命的一部份——三區革命」。

## 旗帜
东突厥斯坦共和国所使用的旗帜有两种，一种是绿底上绘有白色星月标志，一种是用金粉写着“万物非主，唯有真主。穆罕默德是真主的使者”。

## 过程

### 暴动
1944年4月，在苏联驻伊宁领事馆的支持和帮助下，“伊宁解放组织”成立，主席为苏联籍乌兹别克人艾力汗·吐烈。
1944年8月，蘇聯僑民帕提赫·莫斯裏莫夫組織鞏哈遊擊隊，發動“鞏哈暴動”。
1944年9月，伊斯哈克拜克·木農阿吉（柯爾克孜族人）在蘇聯境內籌建“蒲犁解放組織”和蒲犁遊擊隊。命努爾阿吉等人率蒲犁遊擊隊從蘇聯越境攻打蒲犁縣。

10月7日，游击队攻占巩哈县城，伊宁驻军主力1600人调往巩哈平乱。苏联侨民法铁依·伊凡诺维奇·列斯肯在果子沟组织游击队，形成战略呼应。
11月6日，在得到苏联驻伊宁领事馆的帮助下，苏联军官阿列克山德洛夫率军从霍尔果斯潜入伊宁，同“伊宁解放组织”组成军事指挥部。同日，列斯肯占领芦草沟，切断迪伊公路。
11月7日，伊宁事变爆发，外有巩哈游击队进攻，内有苏军和武装人员呼应，驻军中少数民族士兵哗变。
11月9日，伊宁驻军负责人曹日灵电告朱绍良内有：“名为剿匪，实为国际战争”、“市区土匪全为歸化人(俄羅斯族)及塔塔尔族，以其领事馆作根据地，所获武器系苏联制造”。
11月10日，伊宁全城被攻占，守军残部及汉族官员、平民约8000人撤至城郊机场及艾林巴克、鬼王庙两处高地，等待救援。
11月12日，“伊宁解放组织”召开大会，宣布成立“东突厥斯坦共和国”临时政府，主席为艾力汗·吐烈，阿巴索夫任臨時政府內政部長。
1945年1月5日，艾力汗·吐烈宣布“东突厥斯坦共和国”脱离中华民国而独立。
1月31日夜，国民政府伊宁区长兼守备指挥官杜德孚率残部及千余平民从伊宁据点突围。至皮尔清沟，被叛军追击。最终，杜孚德重伤自尽，所率军民仅二百余人突围生还。
2月1日，在苏军的帮助下，民族军攻占艾林巴克。7月31日，攻占塔城。
张治中曾记述道：“三区汉人被杀的很多，有些地方只剩了老弱妇孺数十人，在伊宁残留的汉人中，也是老弱妇孺占大多数，青壮年都被杀光了”。关于伊宁事变中被害的汉族平民数量至今没有准确的统计。

### 平乱
1944年9月，盛世才被调离新疆后，蒋介石改派吴忠信就任新疆省长，并把下属各厅厅长都换成国民党员。蒋介石命令马步芳派一个军的骑兵驻扎在新疆各地，平定东突厥斯坦独立运动。国军调集大批部队，“死守大迪化”。国军第八战区副司令长官兼参谋长郭寄嶠奉命抵达迪化，将新編第46师部署在绥来并成立前线指挥部。民族军和国军在玛纳斯河沿岸对峙，新46师师长徐汝诚担任指挥官，以玛纳斯河为第一道防线。谢义锋的新二军军部由绥来迁移到景化（今呼图壁），为第二道防线。从青海赶来的马呈祥的整编骑兵第1师接替原暂编第3师的防地，进驻迪化、景化一带；暂3师调往焉耆。第43军杨德亮加强伊吾、哈密的防守，徐达率领新45师一部防守在七角井。

### 谈判

#### 中苏谈判
1945年期间，国民政府屡次与支持叛乱的苏联政府交涉。1945年7月5日，蒋介石在一次中苏会谈上提出：“苏联政府如果能保证中国对东北和新疆的领土和行政主权，对中共和新疆变乱不再作任何支援，中国政府才考虑苏联有关外蒙的要求”。会后宋子文继续与苏联谈判。斯大林表示，无论延安、新疆均服从蒋委员长的领导，苏联只支持国民政府，可以根据中国政府的要求发表声明，并答应宋子文关于制止从苏联往新疆偷运武器的要求。
其后，《中苏友好同盟条约》签订。紧接着在1945年9月，苏方代表莫洛托夫与中方代表王世杰在伦敦就“新疆伊犁事件”磋商时表示这个事件是临时现象，不久就可以平息。在得到苏联的保证后，蒋介石开始在公开场合表示“愿意和平地解决新疆问题”。 

#### 府乱谈判
1945年10月，双方同意派代表赴迪化进行谈判。南京方面派出了张治中，三区派出了热黑木江（团长）、阿不都哈依尔·吐烈、阿合买提江·哈斯木、赛福鼎·艾则孜等人组成的代表团。苏联亦派出一位代表。经过半年的谈判后，最终在1946年4月制定了十一条和平条款，取消了“东突厥斯坦共和国”的名称，恢复伊犁、塔城、阿山三个专区的建制，后成立新疆省民主联合政府。三区临时政府高层中的一部分封建势力、宗教人士和泛突厥人士被清除出领导层，原东突政府主席艾力汗·吐烈被苏联驻伊犁领事扣押并送回苏联。联合政府的核心改由从親蘇派组成，领导人为阿不都克里木·阿巴索夫与阿合买提江。
1945年9月16日張治中報告建議經由外交途徑和平解決，1946年6月6日在迪化（今烏魯木齊）簽下協議組織聯合政府。
1949年，阿合买提江·哈斯木、阿不都克里木·阿巴索夫、伊斯哈克伯克·穆努诺夫、达列力汗·苏古尔巴也夫和罗志五人組成的「新疆民主同盟」先到阿拉木图，而后前往北平參加中国人民政治协商会议。8月27日左右飞机在伊尔库茨克附近失事，五人全部死亡。阿合買提江等五人遇難後，新疆方面改派赛福鼎·艾则孜率团进京。
三区民族军于1949年12月20日正式编为中国人民解放军第五军，於1954年10月7日大部分成為新組建的新疆生產建設兵團一部分。
1959年，中华人民共和国政府拨出专款于伊宁市人民公园深处建立伊犁三区革命烈士陵园。

## 中共觀點
內部文件顯示，中共在1950年以前認為三區革命是一場「新疆伊犁發生的獨立運動」，並稱暴動者為「伊犁當局」、「伊塔阿三區」。對外則宣稱「三區革命是進步的力量，其中阿合買提江、阿巴索夫等人是維護國家統一，維護領土完整的進步力量……國民黨誣蔑三區革命是在搞分裂。」、「國民黨泛突厥主義爪牙誹謗三區領導人是紅腿子、親蘇派，誣蔑他們背叛民族利益，是民族敗類，這就是國民黨當局用以對抗三區代表所提倡政治民主、民族平等、社會進步的伎倆。」將1944到1949年的疆獨動亂稱為「三區民族民主革命力量與國民黨反動統治間的殊死鬥爭」、「三區革命最終匯入中國共產黨所領導的全國人民民主革命的洪流。」
中共認為“三區革命”分為三個時期。初期在1944年伊宁事变爆发后，由苏联支持並直接插手，領導權控制在伊斯蘭教上層人士手中，還成立了“東突厥斯坦共和國臨時政府”。中期通過1945年至1946年與中國國民黨方面的國民政府和談，在1946年成立了由“三區”方面、新疆“七區”（國民政府統治區）、國民政府這三個方面人士聯合組成的新疆省聯合政府，“東突厥斯坦共和國臨時政府”則被解散，改組為伊犁專區參議會，同時1946年共產主義者掌握了革命的領導權，取代了原先掌權的伊斯蘭教宗教上層人士，蘇聯也對“三區”方面停止公開支持，後來又撤走了在“三區”的大批蘇聯人員。後期是隨著第二次國共內戰全面爆發，國民政府在新疆省也實行反蘇反共策略，原來參加聯合政府的“三區”方面人員在1947年撤回，隨後在1948年成立了新疆保衛和平民主同盟，直到1949年“新疆和平解放”，“三區”方面與中國共產黨方面首次建立直接聯絡並合流。

## 評價
中華民國政府认定该事件为蘇聯和中國共產黨策劃的暴動、叛乱。
中国共产党稱其为“三区革命”。毛泽东的评价为：“三区革命是全中国人民民主革命的一部分”，“在新疆牵制了近十万国民党军队”，“伊犁、塔城、阿山三区人民的奋斗，对于全新疆的解放和全中国的解放，是一个重要的贡献”。

## 外部連結
- 三区革命烈士陵园